# Panurgica compressicollis
Panurgica compressicollis es una especie de mantis de la familia Hymenopodidae.

## Distribución geográfica
Se encuentra en Ghana, Camerún y Togo.